# Internationella brottmålsdomstolen

ICCs logo.

Internationella brottmålsdomstolen eller krigsförbrytartribunalen (engelska: International Criminal Court, ICC, franska: Cour pénale internationale, CPI,  ibland förkortat ICCt för att särskilja det från International Chamber of Commerce), etablerades 2002 som en internationell domstol och en permanent tribunal för att åtala personer för folkmord, brott mot mänskligheten, brott mot krigets lagar och sedan 2010 aggressionsbrott enligt bland annat Romstadgan.
Tribunalen har sitt säte i Haag, Nederländerna, men regelverket för ICC tillåter att den kan hålla sammanträden var som helst.

## Bildandet av ICC
Efter att ad hoc-tribunalerna Internationella krigsförbrytartribunalen för det forna Jugoslavien och Internationella Rwandatribunalen bildats för att döma krigsförbrytare i tidigare Jugoslavien respektive Rwanda framfördes önskemål om en permanent domstol.
FN:s generalförsamling kallade till en konferens i Rom den 4 juli 1998 för att skapa ett regelverk för en internationell brottmålsdomstol. Nästan alla stater röstade ja till regelverket, utom USA, Israel, Kina, Irak, Qatar, Libyen och Jemen. USA och Israel skrev under, men har ännu inte ratificerat regelverket.
Regelverket blev bindande efter att 60 länder ratificerat det under en ceremoni i FN:s högkvarter 11 april 2002. I själva verket kom tio länder (Bosnien och Hercegovina, Bulgarien, Kambodja, Kongo-Kinshasa, Irland, Jordanien, Mongoliet, Niger, Rumänien och Slovakien) med sina ratificeringar samtidigt, så summan blev 66 länder, för att inget enskilt land skulle få äran att komma med den sextionde ratificeringen. ICC bildades officiellt den 1 juli 2002.
Domstolen startade med att 18 domare och en åklagare utsågs. Den öppnade den 11 mars 2003. President för domarna är Philippe Kirsch från Kanada och vicepresidenter är Akua Kuenyenia från Ghana och Elizabeth Odio Benito från Costa Rica som sedermera avgått och ersatts med René Blattmann från Bolivia.

## Organisation
ICC är organiserat med förundersökningskammare, kammare i första instans, appellationskammare, åklagarkontor och registrator.
Den juridiska divisionen består av 18 domare.

### Förundersökningsdivisionen (Pre-Trial Division)
Divisionen är uppdelad på två kammare, Pre-Trial Chamber I och, Pre-Trial Chamber II. En kammare beslutar om en anmälan från åklagaren om att påbörja en förundersökning ska godtas eller ogillas. Samtidigt görs en preliminär bedömning av om ärendet faller inom tribunalens jurisdiktion. Kammaren fattar också beslut om den eller de misstänkta ska gripas och häktas.
Beslut kan fattas antingen av en ensam domare eller av tre domare. I varje kammare tjänstgör tre domare. Dessa är valda på tre år och därefter till dess de mål de handlagt avslutats. Kammaren måste försäkra sig om att rättssäkerheten upprätthålls både för de anklagade och för brottsoffer och vittnen. På åklagarens begäran kan kammaren besluta om häktning (Warrant of arrest) enligt artikel 58 i Romstadgan.

### Kammare i första instans (Trial Chamber)
Här tjänstgör sex domare med ICC:s andre vice president, René Blattmann, som ordförande.
Kammaren prövar om den tilltalade är oskyldig eller skyldig och utdömer straff. Straff som kan ifrågakomma är fängelse. Kammaren kan också utdöma skadestånd och besluta att den som är häktad ska frisläppas.

### Appellationskammare (Appeals Chamber)
I kammaren tjänstgör fem domare med ICC:s president, Philippe Kirsch, som ordförande. Kammaren dömer i överklagade domar eller beslut.

### Åklagarkontor (Office of the Prosecutor)
| Namn               | Land           | Vald             | Mandatperiodens början | Mandatperiodens slut |
| ------------------ | -------------- | ---------------- | ---------------------- | -------------------- |
| Luis Moreno-Ocampo | Argentina      | 21 april 2003    | 16 juni 2003           | 15 juni 2012         |
| Fatou Bensouda     | Gambia         | 12 december 2011 | 16 juni 2012           | 15 juni 2021         |
| Karim Khan         | Storbritannien | 12 februari 2021 | 16 juni 2021           | 15 juni 2030         |

### Registrator (Registry)
Registratorn ansvarar för administrationen bland annat för kallelser av vittnen och brottsoffer, häktet, översättningar och personalfrågor.
Tribunalen har antagit regler för det processuella förfarandet. Förhandlingarna ska äga rum antingen på engelska eller franska. Alla handlingar ska översättas och finnas tillgängliga på båda språken. Om tilltalad, brottsoffer eller vittne inte behärskar dessa språk kan domstolen besluta att förhandling och förhör kan ske på annat språk. Alla kostnader för tolkar och översättningar ska bekostas av domstolen.

## Hur mål kommer under prövning i ICC
Målen kan nå ICC fyra vägar.
1. En medlemsstat överlämnar målet;
2. Ett land som har accepterat ICC:s jurisdiktion överlämnar målet;
3. FN:s säkerhetsråd överlämnar målet;
4. Domarpanelen godkänner ett mål som inletts av åklagaren.

## Utredningar och mål

### Demokratiska republiken Kongo

#### Målet mot Thomas Lubanga
Lubanga är född 1960 i Demokratiska republiken Kongo. Han är gift och har sex barn.
ICC har bekräftat att häktade Thomas Lubanga Dyilo är misstänkt för att ha rekryterat barnsoldater från september 2002, då Forces Patriotiques pour la Libération du Congo (FPLC) bildades och fram till 13 augusti 2003. Han var ledare för FPLC, som var den militära delen av Union des Patriotes Congolais (UPC). Den 2 juli 2008 beslutade ICC (Trial Chamber I) att frisläppa honom ut häkte eftersom rättegången uppskjutits på grund av att åklagaren undanhållit bevisning, som kunde fria honom från anklagelserna och det var oklart om och när rättegången skulle kunna komma igång igen.
I beslut den 21 oktober upphävde ICC:s kammare för överklagande (Appeals Chamber) beslutet att frisläppa honom. Lubanga hålls i förvar i en av ICC:s 12 fångceller i “Haaglanden Prison” i Scheveningen, Haag. Fängelset ligger bara 10 minuters bilfärd från domstolsbyggnaden.
Rättegången mot Lubanga startade måndagen den 26 januari 2009 inför tre domare, Adrian Fulford, ordförande, från Storbritannien, Elisabeth Odio Benito från Costa Rica och René Blattmann från Bolivia.
Rättegången blev inte bara den första i ICC:s historia utan även den första internationella brottmålsdomstol där brottsoffer (målsägande) får delta i förhandlingarna.
93 offer identifierades och de företräddes av åtta advokater.
Förhandlingar ägde rum vid 220 tillfällen, åklagarsidan kallade 36 vittnen, varav några var före detta barnsoldater. 19 hade skyddad identitet och erbjöds att få sitta bakom en skärm och få sina röster förvrängda när de vittnade. Tre vittnen kallades av brottsoffren.   
Försvaret kallade 19 vittnen.
Den 14 mars 2012 kom domen och Lubanga befanns skyldig för att ha rekryterat barnsoldater vilket blev ICC:s första fällande dom.

#### Målet mot Bosco Ntaganda
Den 28 april 2008 utfärdade ICC (Pre-Trial Chamber I) beslut om häktning av Bosco Ntaganda. Han är kongoles och född 1973. Han var biträdande chef för militärstaben och var tredje man i hierarkin efter Thomas Lubanga och Floribert Kisembo, som var stabschef.
Han var den som var ansvarig för de träningsläger där barnsoldater utbildades.
Den 22 augusti 2008 bekräftade ICC (Pre Trial Chamber I) häktningen.

#### Målet mot Germain Katanga och Mathieu Ngudjolo Chui
Germain Katanga, född 28 april 1978, är kongoles och har öknamnet Simba. Han är gift och har två barn.
Han har varit ledare i Patriotic Force i Ituri (FRPI).
Mathieu Ngudjolo Chui född 8 oktober 1970. Han är gift och har sex barn. Han har medicinsk utbildning och arbetade tidigare som sjukskötare.
Han har varit ledare i National integrationist Front (FNI)  och överste i National Army of the government of the Democratic Republic of the Congo (Forces armées de la DRC/ Armed Forces of the DRC) (FARDC). 
Han häktades i hemlighet av ICC den 6 juli 2007 vilket blev officiellt meddelat 7 februari 2008. Han utlämnades av myndigheterna i DRC och fördes till Haag den 7 februari 2008.
Chui hävdar att han och hans krigare beviljats amnesti innan de efter träning i Kinshasa inlemmades i FARDC.
Åklagaren hävdar att Germain Katanga och Mathieu Ngudjolo Chui deltog i en systematisk attack riktad direkt mot civilbefolkningen när de den 24 februari 2003 deltog i ett anfall mot byn Bogoro. De gjorde sig då skyldiga till mord, mord som krigshandling och avsiktligt skadande av civila, varvid minst 200 personer dog.
De är också misstänkta för att ha använt barnsoldater, för våldtäkt och för att ha hållit kvinnor i sexuellt slaveri.
Den 10 mars 2008 beslöt ICC att lägga samman de båda målen eftersom de rör samma brott.
Katanga och Chui hålls i förvar i två av ICC:s 12 fångceller i “Haaglanden Prison” i Scheveningen, Haag. Fängelset ligger bara 10 minuters bilfärd från domstolsbyggnaden.

### Uganda

#### Målen mot ledarna för Herrens motståndsarmé
I februari 2005 meddelade ICC att den avsåg att väcka sina första åtal mot ledarna för Herrens motståndsarmé (LRA) i Uganda och en junta-ledare i Kongo-Kinshasa.
Den 8 juli och 27 september 2005 beslöt ICC att häkta Joseph Kony, Vincent Otti och LRA-befälhavarna Raska Lukwiya, Okot Odiambo och Dominic Ongwen. Besluten om häktning hemligstämplades och offentliggjordes den 13 oktober 2005. Dessa var de första besluten om häktning som tribunalen utfärdat sedan den upprättades. Detaljerna har skickats till de tre länder Uganda, Sudan och Demokratiska republiken Kongo, där LRA är aktivt. ICC har i juli 2007 återkallat beslutet om häktning av Raska Lukwiya på grund av att han avled 12 augusti 2006. Otti avled 2007.
LRA:s ledning har hävdat att de aldrig skulle ge upp om de inte garanterades immunitet från åtal och ICC:s beslut om häktning innebär att upproret inte kan få en förhandlingslösning.
Besluten om häktning har inte kunnat verkställas. Regeringen i Uganda försöker få ICC att återkalla sina beslut om häktning under påstående att de istället ska åtalas i Uganda och att deras sak ska prövas i Ugandas Supreme Court. De åberopar en fredsöverenskommelse som har förhandlats fram men som aldrig undertecknats av företrädaren för LRA, Joseph Kony.

### Darfur, Sudan
Bakgrunden till målen kan läsas i artikeln Darfurkonflikten.

#### Målen mot Ahmed Haroun och Ali Kushayb
ICC utfärdade 27 april 2007 häktningsorder för en sudanesisk minister och advokat, Ahmed Haroun och för Ali Kushayb, ledare för den regeringstrogna janjawidmilisen.
Regeringen i Sudan har inte vidtagit någon åtgärd för att överlämna dem till ICC enligt chefsåklagaren Luis Moreno-Ocampo vid föredragning i FN:s säkerhetsråd i december 2008.
Den 17 oktober 2010 förflyttades utan förklaring den sudanesiske åklagaren Nimr Ibrahim Mohamed och ersattes av specielle åklagaren för Darfur Abdul Daim Zumrawi. Denne har satt igång flera undersökningar bland annat rörande attacken på byn Tabra i september 2010 då 72 personer dödades av militiamän lierade med Sudans regering.
Enligt Sudans regering är Ali Kushayb i polisförvar och kommer att ställas inför rätta i Sudan trots beslut att han ska ställas inför ICC.

#### Målet mot Sudans president Omar al-Bashir
I juli 2008 begärde Moreno-Ocampo att ICC skulle utfärda order om häktning av Sudans president Omar al-Bashir, som han anklagar för folkmord, brott mot mänskligheten och brott mot krigets lagar. ICC:s förundersökningskammare har granskat bevisen för att se om det finns grund för att åtala al-Bashir. Beslut om åtal och häktning av al-Bashir fattades 4 mars 2009. Det är första gången ett sittande statschef och president i en stat åtalas för sådana brott.

#### Målet mot Bahar Idriss Abu Garda
Abu Garda var misstänkt för brott mot mänskligheten, mord och attacker mot FN:s fredsbevarande insatser i Darfur under stridigheter 2002.
Abu Garda infann sig frivilligt och Pre-Trial Chamber I avslog åklagarens begäran den 23 april 2010. Abu Garda har återvänt till Darfur.

#### Målet mot Abdallah Banda Abakaer Nourain och Saleh Mohammed Jerbo Jamus
Banda och Jerbo är misstänkta för mord och mordförsök, avsiktliga attacker mot personal och fordon tillhörande de fredsbevarande insatser i Darfur och plundring enligt artikel 8 i Romstadgan.

### Centralafrikanska republiken
Jean-Pierre Bemba är född den 4 november 1962 i Bokada, Équateurprovinsen i Centralafrikanska republiken. Den 23 maj 2008 beslöt ICC att utfärda order om att han skulle häktas.
Han är bland annat misstänkt för våldtäkt, våldtäkt som ett krigsbrott, tortyr, tortyr som ett krigsbrott, plundring och mord.
Han påstås ha begått brotten mellan 25 oktober 2002 och 15 mars 2003 tillsammans med soldater i Centralafrikanska republikens armé.
Rättegången mot Jean-Pierre Bemba inleddes den 12 januari 2009 inför förundersökningskammare III (Pre-Trial Chamber III). Förhandlingen ska pågå i fyra dagar. Därefter ska förundersökningskammaren inom 60 dagar meddela sitt beslut om den anser att åklagaren har tillräcklig grund för sin talan.
Biträdande åklagaren Fatou Bensouda höll första dagen ett starkt inledningsanförande.
Del av anförandet översatt till svenska.

Åklagaren ./. Jean-Pierre Bemba
ICC-01/05-01/08
Öppningsanförande.
Fru President Ärade domare
Detta mål handlar om Jean-Pierre Bembas kriminella ansvar.
Bemba har grundat och han har varit ansvarig ledare för Mouvement de Libération du Congo. (MLC).
MLC:s trupper attackerade under Bembas ledning hundratals civila i Centralafrikanska republiken.
De har begått gruppvåldtäkter, torterat, dödat och plundrat.
Låt mig berätta om vittnet 23.
Han var en lokal chef för ett kvarter (“chef de quartier) i byn Bangui.
Den 8 november 2002 stormade Bembas trupper in i hans hus. Han berättade att han var regeringens företrädare inom området. Bembas män svarade då att ”Bra, du är precis den typ av person vi letar efter för du skyddar rebellerna.”
Soldaterna började skjuta med sina gevär och vittnets barn började skrika av rädsla. En av hans fruar som lider av högt blodtryck föll omkull. Hon blev förlamad och dog sedan.
Bembas soldater frågade vittnet om han ville leva eller dö. Han svarade att han ville leva. De bad honom då att ställa sig framför sin fru och sina barn i samma ställning som en häst. Han blev sedan våldtagen bakifrån (sodomised) av tre av Bembas soldater som höll på i fyra timmar, från klockan 10 till 14 mitt framför hans familj. Alla tre männen fick utlösning i honom. Vittnet har sedan berättat att efter det han våldtagits ”gav de sig på hans fru och misshandlade henne (abused her). När de var färdiga med henne gav de sig på mina barn.”
Fru President Ärade domare
Det är Åklagarnas skyldighet att ställa upp för vittnet, hans fru och barn och alla hundratals andra offer i Centralafrikanska republiken, som har gått samma öde till mötes som vittnet. Många offer har dött, antingen direkt dödade eller våldtagna och smittade med Hiv-virus.
Fatou Bensouda

Bempa förnekar brott och har hävdat att han inte personligen gjort något och att han inte har något ansvar för vad hans trupper kan ha gjort.

### Kenya
Den 31 mars 2010 beslöt Pre-trial Chamber II att åklagaren fick påbörja en utredning om William Samoei Ruto, Henry Kiprono Kosgey och Joshua Arap Sang begått brott genom att kalla dem till förhör. Kenyas regering begärde att domstolen skulle förklara bland annat att talan vis ICC var otillåten (inadmissible). Kenyas regering anförde bland annat att Kenya antagit en ny konstitution som bland annat innehöll en ny lag om de mänskliga rättigheterna som garanterade en rättvis rättegång. I beslut den 30 maj 2011 avslog domstolen Kenyas begäran. Ruto är misstänkt för brott mot mänskligheten, mord, folkförflyttning och förföljelse.

### Libyen
ICC utfärdade 2011-06-27 arresteringsorder för Muammar al-Gaddafi, hans son Saif al-Islam Khadaffi och Abdullah al-Sanussi.

### Ryssland

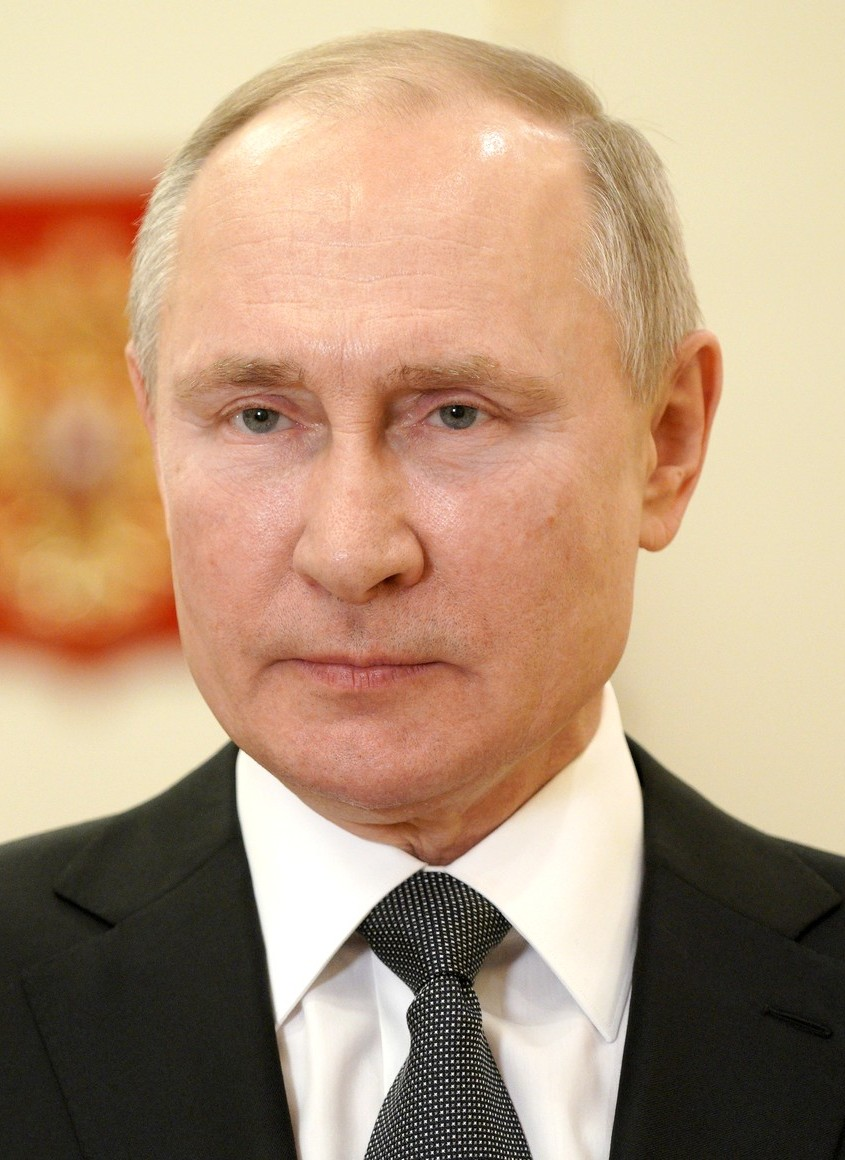
Vladimir Putin, som utreds av ICC för brott i Ukraina.

Den 4 februari 2015 vädjade Ukrainas parlament till ICC att de skulle utreda de brott mot mänskligheten som begåtts av ryska styrkor på ukrainskt territorium sedan den 20 februari 2014 och att ICC skulle hålla de ansvariga högre tjänstemännen i Ryssland ansvariga. Den 24 februari 2022 invaderade och ockuperade Ryssland delar av Ukraina i en kraftig upptrappning av det rysk-ukrainska kriget. Under invasionen har Ryssland fört bort tusentals ukrainska barn i de ryskockuperade områdena i Ukraina och deporterat dem till Ryssland. Ukrainska tjänstemän utreder fler än 16 000 misstänkta fall av tvångsutvisning av minderåriga. Ryssland har erkänt överföring av 2 000 barn utan vårdnadshavare. I maj 2022 beordrade Putin att förenkla utfärdandet av ryskt medborgarskap till ukrainska föräldralösa barn. Ukrainas utrikesminister betonade att genom att göra detta legaliserade Putin effektivt bortförandet av barn.
Den 17 mars 2023, efter en utredning av krigsförbrytelser, brott mot mänskligheten och folkmord, utfärdade ICC arresteringsorder riktade mot Vladimir Putin och Maria Lvova-Belova. Detta då de misstänktes för  krigsbrottet olaglig deportation och överföring av barn under det rysk-ukrainska kriget. Arresteringsordern mot Putin är den första mot ledaren för en permanent medlem av FN:s säkerhetsråd. Från och med juni 2024 har ICC också utfärdat arresteringsorder mot flera officerare i den ryska militären. De anklagas för att ha riktat attacker mot civila föremål och brottet mot mänskligheten bestående i omänskliga handlingar enligt Romstadgan.
Den 19 mars 2022 antog Europaparlamentet en resolution om inrättandet av en särskild internationell tribunal för brottet aggression från Ryssland och Vitryssland.

### ICC utredning i Palestina
Åklagaren Fatou Bensouda vid Internationella brottmålsdomstolen tillkännagav den 20 december 2019 en utredning av krigsförbrytelser som påstås ha begåtts i Palestina av medlemmar av den israeliska militären, Hamas och andra palestinska väpnade grupper sedan den 13 juni 2014. Anklagelserna inkluderar upprättandet av illegala israeliska bosättningar på den ockuperade Västbanken och brott mot krigslagen av medlemmar av den israeliska militären och Hamas under Gazakriget 2014.
Den 20 maj 2024 meddelade ICC:s chefsåklagare Karim Ahmad Khan att han skulle lämna in ansökningar om arresteringsorder mot Hamas ledare Yahya Sinwar, Mohammed Deif och Ismail Haniyeh samt mot Israels ledare premiärminister Benjamin Netanyahu och försvarsminister Yoav Gallant. Begäran om en arresteringsorder mot Haniyeh drogs tillbaka efter att han hade dödats den 31 juli 2024. Sinwar dödades den 16 oktober 2024. Åklagaren uppgav vidare att han försökte bekräfta Mohammed Deif död.
I ansökningarna om arresteringsorder för Israels premiärminister Benjamin Netanyahu och Israels försvarsminister Yoav Gallant påstås krigsförbrytelserna svält av civila, attacker riktade mot civila, uppsåtligt dödande och orsakande av stort lidande, samt brotten mot mänskligheten utrotning, inklusive genom svält, och förföljelse ha begåtts i Gazaremsan från åtminstone den 8 oktober 2023. När det gäller Hamasledarna Yahya Sinwar, Mohammed Deif och Ismail Haniyeh menar åklagaren att de begått brott mot mänskligheten och krigsförbrytelser från och med den 7 oktober 2023 genom bland annat utrotning, mord, våldtäkt och annat sexuellt våld, tagande av gisslan samt tortyr och annan grym behandling i samband med fångenskap.
Den 21 november 2024 utfärdade ICC  arresteringsorder mot Benjamin Netanyahu och Yoav Gallant. En arresteringsorder utfärdades även mot Mohammed Diab Ibrahim Al-Masri (Deif) för anklagelser om krigsförbrytelser och brott mot mänskligheten. Arresteringsorderna avsåg krigsbrott och brott mot mänskligheten. Efter beslutet konstataterade Maria Malmer Stenergard att Sverige stödjer ICC:s arbete och oberoende.
Israel är inte medlem i ICC och bestrider ICC:s jurisdiktion då de hävdar att Palestina inte är en suverän stat som kan vara en part i Romstadgan. Enligt ICC:s chefsåklagare Karim Ahmad Khan ligger misstänkta krigsförbrytelser av israeler på palestinskt territorium och av palestinier på israeliskt territorium under Israel–Hamas-kriget inom palestinska utredningens jurisdiktion.

## Struktur och makt
Trots att ICC är skild från FN och skapades genom ett separat fördrag mellan stater har FN en tydlig och stor roll gentemot domstolen. Deras relation styrs av Romfördraget och handlar huvudsakligen om att FN ska hjälpa till med betalningar när FN:s säkerhetsråd överlämnat ett mål för åtal till ICC.
De länder, som ratificerat Romstadgan, ger ICC rätt att ställa dess invånare inför rätta för krigsförbrytelser, brott mot mänskligheten och folkmord med mera. Många stater har velat lägga till "aggression", "terrorism och drog-trafficking till listan över brott som täcks in under Romstadgan men andra stater vände sig mot det eftersom de brotten är svåra att definiera och eftersom det skulle dra uppmärksamheten från de allvarligare brotten som ICC bildats för att ta hand om. Som en kompromiss innehåller fördraget ett omnämnande av "aggression" som brott utan att definiera det inför ett framtida tillägg till regelverket. Dock kan inga tillägg komma i fråga inom sju år efter att regelverket börjat gälla. Inga fall av "aggression" kommer att kunna prövas innan begreppet definierats, det vill säga tidigast 2009.

## Lista över medlemsstater

ICC:s medlemsländer, 2007.

I november 2019 har 123 stater undertecknat och ratificerat Romstadgan. Däribland:
- I Europa: Albanien, Andorra, Belgien, Bosnien och Hercegovina, Bulgarien, Cypern, Danmark, Estland, Finland, Frankrike, Grekland, Irland, Island, Italien, Georgien, Kroatien, Lettland, Liechtenstein, Litauen, Luxemburg, Malta, Montenegro, Nederländerna, Nordmakedonien, Norge, Polen, Portugal, Rumänien, San Marino, Schweiz, Serbien, Slovakien, Slovenien, Spanien, Sverige, Storbritannien, Tjeckien, Tyskland, Ungern, Österrike

- I Afrika: Benin, Botswana, Burkina Faso, Burundi, Centralafrikanska republiken, Komorerna, Kongo-Brazzaville, Kongo-Kinshasa, Djibouti, Gabon, Gambia, Ghana, Guinea, Kenya, Lesotho, Liberia, Malawi, Mali, Mauritius, Namibia, Niger, Nigeria, Kongo-Brazzaville, Senegal, Sierra Leone, Sydafrika, Tanzania, Tchad, Uganda, Zambia.

- I Amerika: Antigua och Barbuda, Argentina, Barbados, Belize, Bolivia, Brasilien, Kanada, Colombia, Costa Rica, Dominica, Dominikanska republiken, Ecuador, Guyana, Honduras, Mexiko, Panama, Paraguay, Peru, Saint Kitts och Nevis, Saint Vincent och Grenadinerna, Trinidad och Tobago, Uruguay, Venezuela

- I Asien: Afghanistan, Kambodja, Jordanien, Mongoliet, Sydkorea, Tadzjikistan, Palestina (fr.o.m 1 april 2015)

- I Oceanien: Australien, Östtimor, Fiji, Marshallöarna, Nauru, Nya Zeeland, Samoa

Dessutom har 31 andra länder skrivit under men inte ratificerat fördraget. Sudan, Israel, USA och Ryssland skrev ursprungligen på fördraget, men har sedermera återtagit sina underskrifter. Det är dock fortfarande omdiskuterat om stater får återta sin underskrift. I fallet med USA var det Bill Clinton som skrev under, mindre än en månad innan han lämnade Vita huset. Länder som inte har ratificerat fördraget är inte under ICC:s jurisdiktion.

## Synpunkter och reaktioner på ICC och dess beslut
Det finns ett starkt stöd för ICC. 154 stater har skrivit under Romstadgan. Coalition for the International Criminal Court (CICC) är en koalition för stöd av ICC med medlemmar som inte är knutna till någon regering. Svenska Freds tillhör de organisationer som uttalat sitt stöd för ICC. Vissa stater är kritiska mot domstolen eftersom de anser att det finns för lite övervakning av domstolen och att domarna skulle kunna bli politiskt motiverade. Några anser också att domstolens mandat är för stort och att risk finns domstolen skulle bli ett verktyg för trakasseri. Andra länder som USA och Israel motsätter sig domstolen därför att de är rädda att deras utsända soldater och hjälparbetare ska dömas av en annan domstol än det egna landets. Risker med att ge åklagare för stor makt har också diskuterats. Andra har hävdat att ICC kan minska säkerhetsrådets makt. Anmärkningsvärt är att tre av säkerhetsrådets fem permanenta medlemmar, USA, Ryssland och Kina inte ratificerat Romstadgan, vilket medför att de inte är bundna av den.

### Afrika
Fram till januari 2016 var alla nio fall som ICC hade undersökt kopplade till afrikanska länder. Denna fokusering på afrikanska länder har av kritiker lyfts fram som oproportionerlig eftersom ICC ska ha ett globalt mandat. Liknande förbrytelser utanför Afrika har däremot i flera fall hanterats i specialdomstolar, till exempel Internationella krigsförbrytartribunalen för det forna Jugoslavien och Internationella domstolen i Kambodja. ICC har av kritiker även anklagats för partiskhet och för att vara ett verktyg för västerländsk imperialism där små och svaga stater straffas medan rika och mäktiga staters brott ignoreras. I oktober 2016, efter upprepade påståenden om att domstolen var partisk mot afrikanska stater, tillkännagav Burundi, Sydafrika och Gambia att de skulle dra sig ur Romstadgan. Efter Gambias presidentval senare samma år, som avslutade Yahya Jammehs långa styre, återkallade Gambia sin anmälan om tillbakadragande. Ett beslut av Sydafrikas högsta domstol i början av 2017 slog dock fast att försöket att dra sig ur var grundlagsstridigt, eftersom det inte hade godkänts av parlamentet, vilket fick den sydafrikanska regeringen att informera FN om att de återkallar sitt beslut att dra sig ur. Etiopiens premiärminister Hailemariam Desalegn, då ordförande i afrikanska unionen, sa till FN:s generalförsamling vid generaldebatten under FN:s generalförsamlings sextioåttonde session att sättet på vilket ICC har fungerat har lämnat ett mycket dåligt intryck i Afrika och att detta är helt oacceptabelt. ICC har förnekat anklagelsen om att de har ett oproportionerligt fokus på afrikanska ledare riktat och hävdar istället att de står upp för offren var de än är.

### Israel

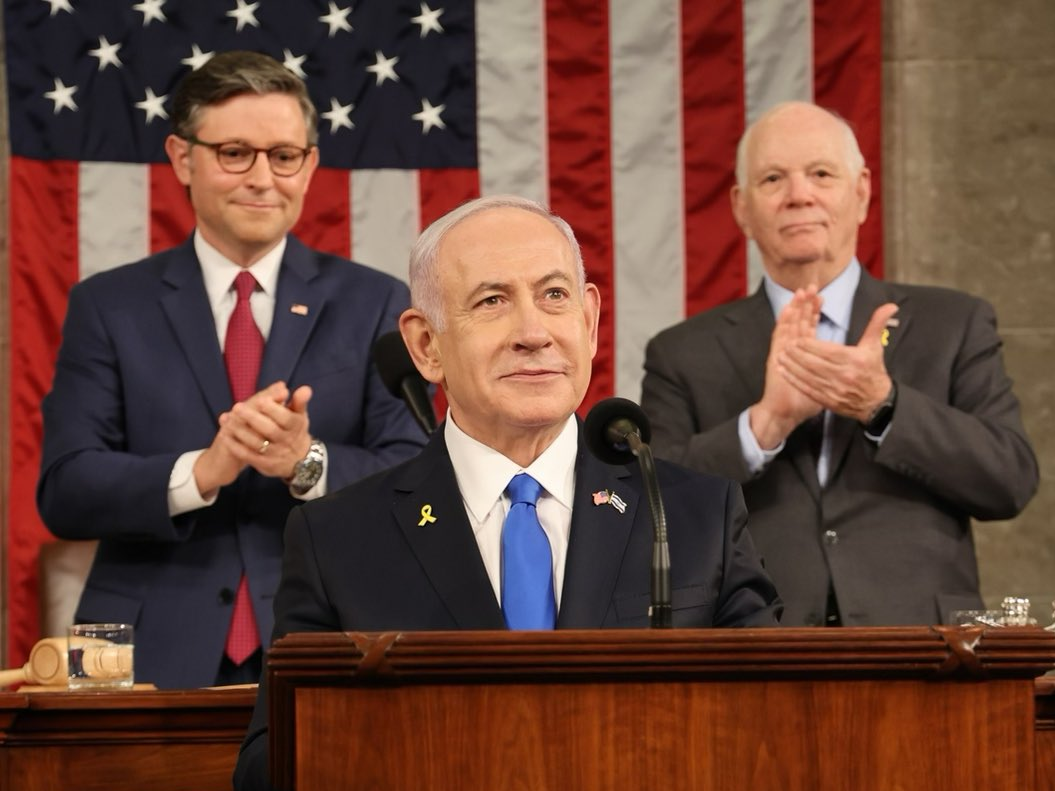
Netanyahu talar inför USA kongress, 2024.

I november 2024, efter att ICC utfärdat en arresteringsorder för Israels premiärminister Benjamin Netanyahu och tidigare försvarsminister Yoav Gallant anklagade för krigsförbrytelser och brott mot mänskligheten under Israel–Hamas-kriget, anklagade Netanyahu ICC för antisemitism, medan Gallant hävdade att Domstolen skapade ett farligt prejudikat mot rätten till självförsvar och etisk krigföring och istället uppmuntrar mordisk terrorism. Även Joe Biden riktade skarp kritik mot ICC:s beslut att utfärda arresteringsordern och kallade det en skandal. Israel överklagade även ICC:s beslut mot Netanyahu och Gallant. The Guardian rapporterade 2024, på basis av anonyma källor, att Israel hade fört ett nioårigt "krig" mot ICC. Dessa källor hävdade att israeliska underrättelsetjänster användes för att bland annat övervaka, hacka, pressa och  smutskasta ledande ICC-personal i ett försök att hindra domstolens undersökningar. Israel anklagades även för att ha hotat ICC- åklagaren Fatou Bensouda och hennes familj i ett försök att avskräcka henne från att inleda krigsförbrytelser mot Israel.

### Ryssland
I mars 2023 meddelade Kremls talesperson Dmitrij Peskov att Ryssland inte erkände domstolens beslut att utfärda en arresteringsorder på president Vladimir Putin på grund av krigsförbrytelser i Ukraina och noterade att Ryssland, liksom andra länder som inte hade ratificerat Romstadgan, inte erkänner ICC:s jurisdiktion.Sydafrikas utrikesminister Naledi Pandor kritiserade ICC för att inte ha vad hon kallade en jämn inställning till alla ledare som är ansvariga för brott mot internationell lag. Biden-administrationen välkomnade utfärdandet av en arresteringsorder från ICC för Rysslands president Vladimir Putin. President Joe Biden sa också att utfärdandet av ordern gjorde en mycket stark poäng.

### USA
USA har hävdat att det finns otillräckliga kontroller på ICC-åklagarens och domarnas auktoritet samt otillräckligt skydd mot politiserade åtal eller andra övergrepp. American Service-Members' Protection Act (ASPA) bemyndigar USA:s president att använda alla medel som är nödvändiga och lämpliga för att få till stånd frigivning av  amerikansk eller allierad personal som hålls fängslad eller fängslad av på uppdrag av eller på begäran av Internationella brottmålsdomstolen. USA:s syn på ICC har dock varierat beroende på vem som varit president. Under Barack Obamas administration utvecklades USA en mer positiv syn på ICC till även om inga försök gjordes att ratificera Romstadgan. Donald Trump-administrationen var klart mer kritisk mot domstolen och hotade i likhet med Bush-administrationen med åtal i amerikanska domstolar och ekonomiska sanktioner mot ICC-domare och personal som utredde påstådda amerikanska brott i Afghanistan. Jurister inriktade på frågor om mänskliga rättigheter stämde senare Trumpadministrationen till följd av beslutet att införa sanktioner mot personal vid ICC.

## ICC och företag
Det pågår en debatt om huruvida ICC ska ha jurisdiktion över företag som bryter mot internationell lag. De som stödjer förslaget hävdar att även företag kan kränka mänskliga rättigheter och begå till exempelvis krigsförbrytelser kopplade till utvinning av råvaror i konfliktområden. Kritiker hävdar däremot att lagföring av företag skulle äventyra principen om komplementaritet och att det skulle ge företag överdriven makt enligt internationell rätt. John Ruggie har argumenterat för att företags jurisdiktion enligt internationell lag bör begränsas till internationella brott, medan Nicolás Carrillo-Santarelli hävdat att den bör omfatta alla kränkningar av mänskliga rättigheter. År 2016 uppgav ICC att de skulle prioritera brottmål kopplade till erövring av mark, illegal resursutvinning och miljöförstöring orsakad av företagsverksamhet. Det föreslagna brottet Ekocid har lyfts fram som exempel på brott som kan begås av såväl företag som regeringar. Anhängare av kriminalisering av Ekocid har även argumenterat för att det skulle bidra till flytta ICC:s prioriteringar bort från Afrika. Detta eftersom den mesta miljöförstöringen orsakas av stater och företag i västvärlden.